# Manuel Álvarez Pereyra
Cristino Manuel María Álvarez Pereyra (Buenos Aires, 24 de julio de 1892 - Buenos Aires, 5 de febrero de 1963) fue un militar argentino que intentó defender al gobierno constitucional de Hipólito Yrigoyen, que participó en varias sublevaciones contra el dictador José Félix Uriburu, y más tarde fue diputado nacional por el peronismo.
Egresó del Colegio Militar en 1911, y prestó servicios en varios destinos; escribió una Historia del Regimiento 8 de Línea.
Al producirse el golpe de Estado del 6 de septiembre de 1930, era jefe del primer batallón del Regimiento de Patricios, y lo apostó a través de la Avenida Santa Fe en Puente Pacífico, con la intención de enfrentar a las tropas de José Félix Uriburu. Éste se desvió e igualmente derrocó al presidente Hipólito Yrigoyen. Fue suspendido en el mando y luego trasladado a un destino militar en el Territorio Nacional del Chaco. Al año siguiente sublevó su batallón en apoyo de la revuelta del coronel Gregorio Pomar, pero se vio obligado a exiliarse en el Paraguay.
Tras el levantamiento de los hermanos Kennedy y varios otros alzamientos militares en favor de la Unión Cívica Radical, Álvarez Pereyra regresó a Buenos Aires y firmó varias colaboraciones en el diario Crítica, relatando y exaltando todos los alzamientos radicales. Además ejerció como vínculo entre los líderes rebeldes, organizando nuevos intentos. En 1936 fundó la Logia Corde Frates; reincorporado al Ejército Argentino, pasó a retiro en el año 1942 con el grado de teniente coronel.
Apoyó la revolución del 43 y el ascenso político de Juan Domingo Perón, y en 1946 fue elegido diputado nacional por la Unión Cívica Radical Junta Renovadora,  participó del sector de la Unión Cívica Radical que se escindió del partido para conformar la UCR-Junta Renovadora, que decidió apoyar la fórmula presidencial Juan Domingo Perón-Hortensio Quijano en los comicios del 24 de febrero de 1946. En Capital Federal integró, junto con John William Cooke, entre otros, la lista de la Junta Renovadora y fue elegido diputado nacional.cargo que ocupó hasta el año 1952 en el ya unificado Partido Peronista. Mauy interesado en el deporte se asoció a Atlanta en 1907 e integró algunas comisiones directivas durante la década del veinte: en 1921 como vocal y en 1929 como vicepresidente. Fue encarcelado por sus ideas políticas por la dictadura autodenominada Revolución Libertadora que derrocó a Juan Domingo Perón en 1955, primero fue enviado a la isla Martín García y luego al Penal de Magdalena, donde compartió la celda con actor y cantante peronista Hugo del Carril, también encarcelado por la persecución política.  Durante su estadía en prisión su salud se deterioró rápidamente debido a las duras condiciones de la prisión y la negativa de las autoridades de brindarle atención médica. Por decreto del dictador Pedro Eugenio Aramburu todos sus bienes fueron incautados y recién les serían devueltos durante la presidencia de Frondizi. Fue liberado a fines de 1957 tras lo cual privado de sus bienes decidió exiliarse brevemente en Chile hasta el restablecimiento democrático en 1958.
Falleció en Buenos Aires en el año 1963.